# Lucius Furius Purpurio
Lucius Furius Purpurio was een Romeins politicus en militair uit de 3e en 2e eeuw v.Chr.
Purpurio diende in 210 v.Chr. als tribuun onder de grote generaal Marcus Claudius Marcellus I, tijdens de Tweede Punische Oorlog.
Hij was praetor in 200 v.Chr en kreeg het bestuur over de provincie Gallia Cisalpina. Daar werd hij plotseling overvallen door Gallische en Ligurische stammen onder leiding van de Carthaagse generaal Hamilcar. Tijdens de slag bij Cremona wist Purpurio echter een grote overwinning te behalen, waarbij 35.000 Galliërs en Hamilcar om het leven kwamen. De consul Gaius Aurelius Cotta had de strijd eigenlijk moeten leiden, maar arriveerde te laat in zijn provincie en kon niets meer doen dan Purpurio met zijn leger weg te sturen en zelf het land te plunderen. Purpurio ging terug naar Rome waar hij verslag uitbracht van zijn daden en vroeg om een triomftocht, die hij na enige discussie in de senaat ook mocht houden. Het was ongebruikelijk dat een praetor deze grote eer kreeg en niet de consul, die toch het hoogste gezag vertegenwoordigde. Tijdens de slag om Cremona beloofde Purpurio een tempel aan de god Veiovis, mocht hij de overwinning behalen. Deze tempel werd in 192 v.Chr. op de Capitolijn ingewijd. Restanten van de tempel restanten werden in 1939 bij opgravingen teruggevonden. 
Tijdens zijn ambtstermijn was Purpurio ook nog betrokken bij de besprekingen met de Aetolische Bond in de voorbereiding op de Tweede Macedonische Oorlog.
In 196 v.Chr. werd Purpurio consul, samen met Marcus Claudius Marcellus. Hij vocht in noordelijke Italië tegen de Boii en de 
Ligurië. Hij versloeg de Boii in een grote slag en nam een grote oorlogsschat mee naar Rome, waar hij wederom een triomftocht mocht houden.
In 190 v.Chr. maakte Purpurio deel uit van een commissie die na de Romeinse overwinning op Antiochus de Grote zijn land verdeelde onder de Romeinse bondgenoten. In 184 v.Chr. stelde hij zich kandidaat voor de belangrijke functie van censor, maar verloor de verkiezing aan Marcus Porcius Cato en Lucius Valerius Flaccus.

## Referentie
1. ↑  Livius, Ab Urbe Condita 27.2
2. ↑  Livius, Ab Urbe Condita 31.4
3. ↑  Livius, Ab Urbe Condita 31.21
4. ↑  Livius, Ab Urbe Condita 31.47
5. ↑  Livius, Ab Urbe Condita 34.53
6. 1 2  Livius, Ab Urbe Condita 31.29
7. ↑  Livius, Ab Urbe Condita 33.24
8. ↑  Livius, Ab Urbe Condita 37.55